# Szorocsinszki járás
A Szorocsinszki járás (oroszul Сорочинский райо́н) Oroszország egyik járása az Orenburgi területen. Székhelye Szorocsinszk.

## Népesség
- 1989-ben 16 008 lakosa volt.
- 2002-ben 16 742 lakosa volt.
- 2010-ben 14 192 lakosa volt, melyből 11 497 orosz, 612 tatár, 529 csuvas, 488 kazah, 248 mordvin, 179 ukrán, 126 baskír.